# Wieluń
Wieluń (AFI: [ˈvʲɛluɲ] en alemán: Welun) es una ciudad situada en el centro de Polonia. Se encuentra en el voivodato de Łódź desde 1999, ya que entre 1975 y 1998 perteneció al voivodato de Sieradz.

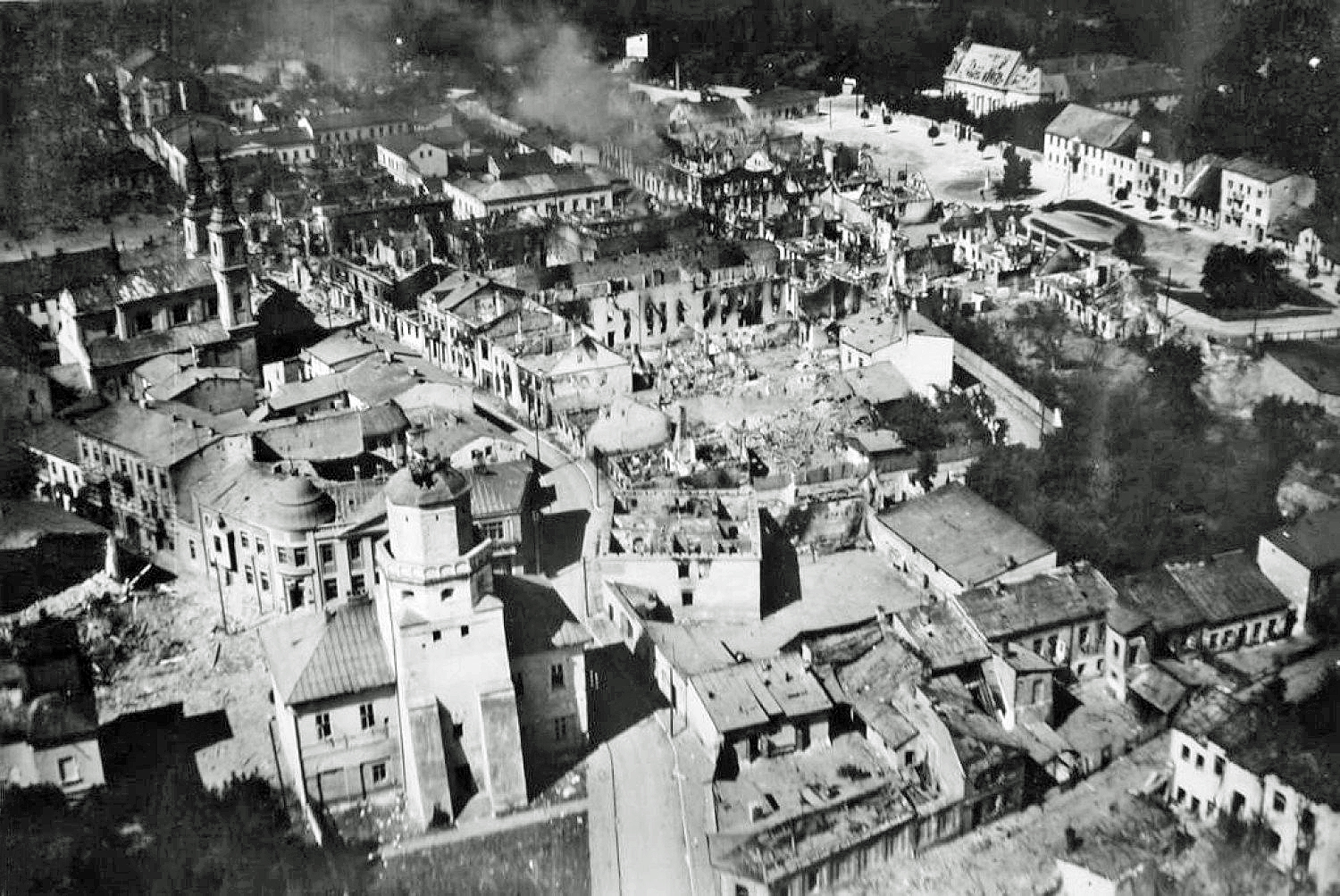
La ciudad Wieluń es conocida por ser víctima de un bombardeo de la Luftwaffe a las 04:40 el 1 de septiembre de 1939.

La ciudad es conocida por ser víctima de un bombardeo de la Luftwaffe a las 04:40 el 1 de septiembre de 1939.